# Jaguar XKSS
Jaguar XK-SS — високопродуктивний спортивний автомобіль, що з'явився на основі Jaguar D-Type в 1956 році.
XK-SS оснащувався шести-циліндровим бензиновим двигуном від Jaguar D-Type об'ємом 3442 см3 і потужністю 174 кВт. Максимальна швидкість становила 250 км/год.
До 12 лютого 1957 року створено 16 переобладнаних транспортних засобів. У той вечір, пожежа на заводі, який знищив 9 готових або майже готових автомобілів, у тому числі будь-які ще не перетворені D-Type. У 2016 році Jaguar оголосив, що невелика виробнича партія з дев'яти «продовжень» репродукцій XKSS буде виготовлена вручну за оригінальною документацією, щоб завершити спочатку запланований випуск у 25 примірників.